# Tarquito
Tarquito (lat. Tarquitus) è un personaggio citato nel decimo libro dell'Eneide di Virgilio tra i nemici di Enea nella guerra combattuta nel Lazio che vede opposti i profughi Troiani alle popolazioni italiche.

## Il mito

### Le origini
" Tarquitus exultans contra fulgentibus armis,

silvicolae Fauno Dryope quem nympha crearat,

obvius ardenti sese obtulit " 
(Publio Virgilio Marone, Eneide, libro X, vv.550-52)
 " Poscia Tàrquito ardente, e d'armi cinto

Fulgenti e ricche, incontro gli si fece.

Era costui di Fauno montanaro

E de la ninfa Drïope creato,

 Giovine fiero " 
(traduzione di Annibal Caro)
Tarquito è un semidio italico, essendo figlio della ninfa Driope. Il padre dell'eroe si chiama Fauno: non si tratta del dio dei boschi ma di un mortale suo omonimo (altrimenti Tarquito risulterebbe nato da due divinità e ciò è impossibile dato che non è immortale). Il giovane figura tra i nemici di Enea: non è dato sapere a quale popolo appartenga, anche se la forma del nome, molto vicina a Tarquinio, fa propendere per un'origine etrusca. In tal caso il guerriero sarebbe uno dei sostenitori di Mezenzio.

### La morte
Giovane orgoglioso e pieno di coraggio, Tarquito, che è semidio come Enea, sfida a duello il capo troiano che sta facendo scempio di italici per tutto il campo di battaglia. L'etrusco affronta Enea, ma viene subito atterrato, poi disarmato completamente per subire quindi la decapitazione nonostante le suppliche; Enea infine fa ruzzolare la testa e il busto del nemico nella foce del fiume Tevere, impedendo così alla sua anima l'accesso immediato all'Ade, essendo questa la sorte riservata ai morti insepolti secondo la credenza del tempo, come del resto è detto nelle parole di scherno che il capo troiano rivolge all'anima della vittima dopo averne gettato i resti in acqua:
 " Ille reducta

loricam clipeique ingens onus impedit hasta;

tum caput orantis nequiquam et multa parantis

dicere deturbat terrae truncumque tepentem

provolvens super haec inimico pectore fatur:

 - Istic nunc, metuende, iace. Non te optima mater

condet humi patrioque onerabit membra sepulchro:

alitibus linquere feris aut gurgite mersum

unda feret piscesque impasti volnera lambent. " 
(Publio Virgilio Marone, Eneide, libro X, vv.552-60)
" Esultante Tarquito in fulgid'arme

da Ninfa Driope a Fauno silvano

generato, si offerse di rincontro

al furibondo Enea, che intorta l'asta

il pondo dello scudo e la corazza

confitti ed impediti gli ritenne.

Indi a quell'infelice, che pur molto

pregava, e molto dir volea, la testa

recide al suolo rotolata; e il caldo,

sanguigno tronco voltolando, in questi

ostili accenti eruppe: - Or qui ti giaci,

formidabile eroe. L'ottima madre

non fia che in terra ti ricopra, e il corpo

ti ricomponga nella patria tomba.

Pasto rimani a' feri augelli; o immerso 

ne' gorghi andrai. Verran per l'onde i pesci

famelici a lambir le tue ferite " 
(traduzione di Antonio Buccelleni)

## Interpretazione e realtà storica
Notevole, nell'episodio, il venir meno della proverbiale pietas di Enea, che per la prima e unica volta nega la sepoltura a una sua vittima: un atteggiamento che contrasta fortemente col dolore da lui provato in passato per la sorte di Palinuro, il suo timoniere rimasto senza tomba. D'altra parte il duello tra i due semidei avviene mentre Enea è ancora sconvolto per aver appreso dell'uccisione, ad opera di Turno, del diletto amico Pallante; è inoltre plausibile che l'eroe troiano veda in Tarquito esultante uno di quei superbi che l'anima di suo padre Anchise gli aveva imposto di non risparmiare (" Parcere subiectis et debellare superbos ")
Vanno rilevati alcuni parallelismi con passi dell'Iliade. Tarquito muore decapitato al pari del troiano Ippoloco, vittima di Agamennone, che gli mozza anche le braccia per poi far ruzzolare busto e testa per tutto il campo di battaglia: un ulteriore elemento di contatto tra i due episodi è dato dal fatto che i vinti supplicano invano di essere risparmiati. Non subiscono invece la decollazione due guerrieri che come Tarquito vengono gettati in pasto ai pesci, ovvero il condottiero peone Asteropeo e Licaone (ad ucciderli è Achille sulle rive del fiume Scamandro).
Le parole che Enea rivolge all'anima di Tarquito sembrano confermare che il padre Fauno è solo un mortale omonimo del dio italico dei boschi, nonostante l'epiteto silvicola (ovvero 'silvano', 'abitante di selve'). Il capo troiano, soffermandosi sugli onori funebri che il giovane non potrà ricevere dalla sua famiglia, inserisce un riferimento a Driope, sia pure senza nominarla - "l'ottima madre", così definita in quanto ninfa - mentre tace completamente sul padre; costui quindi non sarebbe una divinità ma un uomo già morto, presumibilmente proveniente da una famiglia che viveva tra i boschi e chiamato appunto Fauno in onore del dio.

### Fonti
- Virgilio, Eneide, libro X.

### Traduzione delle fonti
- Annibal Caro, Eneide.
- Antonio Buccelleni, Eneide.